# Kateryna Iouchtchenko (Première dame d'Ukraine)
Pour les articles homonymes, voir Kateryna Iouchtchenko.
Katerina Mykhaylivna Iouchtchenko (en ukrainien : Катерина Михайлівна Ющенко), née américaine sous le nom de Catherine Claire Tchoumatchenko (Чумаченко) le 1er septembre 1961, est une femme politique et philanthrope ukrainienne, Première dame d'Ukraine de 2005 à 2010.

## Famille
Le père de Iouchtchenko, Mykhailo Tchoumatchenko, naît dans le village de Zaitsivka, dans l'oblast de Kharkiv en 1917, dans une grande famille de fermiers. Il est l'un des seuls membres de cette famille à avoir survécu à l'Holodomor. Il étudie le génie électrique à Lyssytchansk, dans l'oblast de Louhansk. Il sert ensuite dans l'Armée rouge, avant d'être capturé puis déporté en Allemagne en 1942.
La mère de Iouchtchenko, Sofia Tchoumatchenko, naît à Litky, dans l'oblast de Kiev en 1927, et meurt le 30 septembre 2012 à Kiev. De même que de nombreuses jeunes femmes de son village, elle est déportée en Allemagne à l'âge de 14 ans lors de l'opération Barbarossa pour servir d'esclave dans les champs.
Ses parents se rencontrent en Allemagne, où ils se marient et donnent naissance à sa sœur Lydia en 1945. Son père tombe gravement malade de la tuberculose en 1945 et passe huit ans dans un sanatorium.
En 1956, la famille Tchoumatchenko émigre aux États-Unis sur l'invitation de l'Église orthodoxe ukrainienne de Chicago. Le père y travaille comme éléctricien jusqu'à sa retraite en 1984. Les Tchoumatchenkos déménagent en Floride en 1987.
Tchoumatchenko retourne en Ukraine trois fois, en 1991, 1994 et 1995. Son rêve est de retourner dans son village natale pour y fonder une petite ferme. Il meurt en 1998 et est enterré à Kiev.

## Biographie

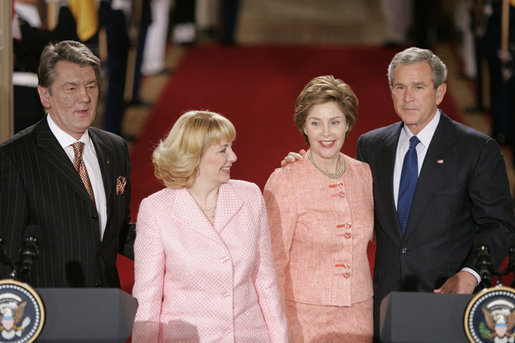
Kateryna Iouchtchenko avec son mari Viktor Iouchtchenko, George W. Bush et Laura Bush le 4 avril 2005 dans l'East Room de la Maison-Blanche

Katerina Iouchtchenko naît Catherine Claire Tchoumatchenko à Chicago.
Elle obtient en 1982 un Bachelor of Economics en économie internationale à l'université de Georgetown, puis un Master of Business Administration en 1986 au Chicago Booth School of Business.
Elle est d'abord officier du département d'État des États-Unis, puis assistante spéciale de l'adjoint au secrétaire d'État du Bureau of Democracy, Human Rights, and Labor.
Elle travaille ensuite à la Maison-Blanche dans l'Office of Public Liaison sous Ronald Reagan. Elle travaille ensuite au département du Trésor des États-Unis au bureau du secrétaire exécutif sous George H. W. Bush. Après avoir quitté ce poste, elle fait partie de l'Équipe du Comité économique mixte du Congrès des États-Unis. Après la déclaration d'indépendance de l'Ukraine, elle fonde la Fondation Ukraine-USA, dont elle devient la vice-présidente.
Elle est aussi directrice de l'Institut Pylyp Orlyk. En 1993, elle devient consultante pour le programme de formation bancaire du groupe Peat Marwick/Barents au sein du KPMG, où elle rencontre Viktor Iouchtchenko, qu'elle épouse peu après. Elle démissionne en août 2000, alors qu'elle est enceinte de son second enfant.
Iouchtchenko est alors engagé dans de nombreux projets caritatifs, dont la Fondation Internationale Ukraine 3000, qu'elle préside. La priorité première de la fondation est d'améliorer la santé des enfants ukrainiens. Parmi les membres du bureau d'Ukraine 3000 figurent par ailleurs certaines des personnalités ukrainiennes les plus importantes dans les domaines de l'éducation, l'action humanitaire, la culture, la littérature et le sport. Viktor Iouchtchenko préside ce bureau jusqu'en 2005. Depuis, c'est Kateryna Iouchtchenko qui occupe cette fonction. Les plus grands projets de la fondation sont le programme Hôpital à Hôpital, la construction et l'entretien d'un Hôpital pour enfants du futur, ainsi que le programme La joie de la jeunnesse - la liberté de circuler.

## Politique ukrainienne
Certains opposants de son mari la critiquent pour son choix de conserver la citoyenneté américaine. Durant l'élection présidentielle ukrainienne de 2004, elle est accusée d'exercer une influence sur le gouvernement américain pour le compte de son mari, et d'être un agent de la CIA. Elle avait été accusée plus tôt par le journaliste Mikhaïl Leontiev de diriger un projet américain visant à aider Iouchtchenko à prendre le pouvoir en Ukraine. En janvier 2002, elle gagne un procès en diffamation contre ce dernier, ainsi qu'en janvier 2003 contre la chaîne de télévision Inter, qui avait répété les allégations de Leontiev.

## Vie privée
Elle est mariée à Viktor Iouchtchenko et a trois enfants : Sofia, Khrystyna et Taras. Elle devient citoyenne ukrainienne en 2005, et en 2007, elle renonce à sa citoyenneté américaine.

## Distinctions
- Lettonie :
  -  Grand-croix de l'ordre des Trois Étoiles
- Suède :
  -  Commandeur grand-croix de l'ordre royal de l'Étoile polaire
- Malte :
  -  Compagnon honoraire (Hommage de la République)

## Prix et titres
- Prix spécial de la fondation de résilience et de développement des enfants de Tchernobyl, reçu le 26 avril 2006
- Prix pyramide dorée de l'Unesco, reçu en octobre 2005
- Distinguished Public Service/Public Sector Alumni Award de la Graduate School of Business de l'Université de Chicago, reçu en octobre 2005
- Professeur honoris causa de l'Université nationale Académie Mohyla de Kiev, depuis février 2007